# Asienspiele 2014/Hockey
Bei den Asienspielen 2014 in Incheon, Südkorea wurden vom 20. September bis 2. Oktober 2014 zwei Wettbewerbe im Feldhockey ausgetragen.

## Herren

### Vorrunde
|  | Team für Halbfinale qualifiziert |

#### Gruppe A
| Rang | Land        | S | G | V | Tore | Punkte |
| ---- | ----------- | - | - | - | ---- | ------ |
| 1    | Südkorea    | 4 | 4 | 0 | 25:1 | 12     |
| 2    | Malaysia    | 4 | 3 | 1 | 18:6 | 9      |
| 3    | Japan       | 4 | 2 | 2 | 22:8 | 6      |
| 4    | Bangladesch | 4 | 1 | 3 | 3:21 | 3      |
| 5    | Singapur    | 4 | 0 | 4 | 3:35 | 0      |

|             | BGD | JPN  | KOR  | MAS | SGP  |
| ----------- | --- | ---- | ---- | --- | ---- |
| Bangladesch |     | 0:8  | 0:7  | 1:5 | 2:1  |
| Japan       | 8:0 |      | 0:4  | 1:4 | 13:0 |
| Südkorea    | 7:0 | 4:0  |      | 2:1 | 12:0 |
| Malaysia    | 5:1 | 4:1  | 1:2  |     | 8:2  |
| Singapur    | 1:2 | 0:13 | 0:12 | 2:8 |      |

#### Gruppe B
| Rang | Land                | S | G | V | Tore | Punkte |
| ---- | ------------------- | - | - | - | ---- | ------ |
| 1    | Pakistan            | 4 | 4 | 0 | 26:1 | 12     |
| 2    | Indien              | 4 | 3 | 1 | 18:2 | 9      |
| 3    | Volksrepublik China | 4 | 2 | 2 | 11:4 | 6      |
| 4    | Oman                | 4 | 1 | 3 | 3:21 | 3      |
| 5    | Sri Lanka           | 4 | 0 | 4 | 1:31 | 0      |

|                     | CHN | IND | OMA | PAK  | SRI  |
| ------------------- | --- | --- | --- | ---- | ---- |
| Volksrepublik China |     | 0:2 | 5:0 | 0:2  | 6:0  |
| Indien              | 2:0 |     | 7:0 | 1:2  | 8:0  |
| Oman                | 0:5 | 0:7 |     | 0:8  | 3:1  |
| Pakistan            | 2:0 | 2:1 | 8:0 |      | 14:0 |
| Sri Lanka           | 0:6 | 0:8 | 1:3 | 0:14 |      |

### Finalrunde
|  | Halbfinale          | Halbfinale |          |   | Finale | Finale |
|  |                     |            |          |   |        |        |
|  | Südkorea            | 0          |          |   |        |        |
|  | Indien              | 1          |          |   |        |        |
|  |                     |            |          |   |        |        |
|  |                     |            |          |   |        |        |
|  | Indien              | 4          |          |   |        |        |
|  |                     | Pakistan   | 2        |   |        |        |
|  |                     |            |          |   |        |        |
|  | Spiel um Platz drei |            |          |   |        |        |
|  |                     |            | Südkorea | 3 |        |        |
|  | Pakistan            | 6          | Malaysia | 2 |        |        |
|  | Malaysia            | 5          |          |   |        |        |

### Endstand
| Platz | Land | Athleten |
| ----- | ---- | --- |
| 1     | IND  | Rupinderpal Singh, Kothajit Singh Khadangbam, Manpreet Singh, Sardar Singh, Dharamvir Singh, Raghunath Vokkaliga Ramachandra, Gurbaj Singh, Sreejesh Parattu Raveendran, Danish Mujtaba, Gurwinder Singh Chandi, Sunil Sowmarpet Vitalacharya, Birendra Lakra, Akashdeep Singh, Chinglensana Singh Kangujam, Ramandeep Singh, Chandanda Aiyanna Nikkin Thimmaiah |
| 2     | PAK  | Imran Butt, Muhammad Imran, Muhammad Irfan, Ammad Shakeel Butt, Fareeed Ahmed, Rashid Mehmood, Muhammad Waqas, Muhammad Umar Bhutta, Abdul Haseem Khan, Shafqat Rasool, Shakeel Abbasi, Muhammad Rizwan Jr., Muhammad Tousiq, Muhammad Rizwan Sr., Muhammad Dilber, Syed Kashif Shah                                                                             |
| 3     | KOR  | Lee Myung-ho, Oh Daeh-keun, Lee Nam-yong, Kang Mook-weon, Lee Seung-lil, Yoon Sung-hoon, You Hyo-sik, Jung Man-jae, Kang Moon-kyu, Hyun Hye-sung, Hong Eun-seong, Kim Young-jin, Lee Seung-hoon, Kim Seong-kyu, Jang Jong-hyun, Nam Hyun-woo |

Das Finale wurde am 2. Oktober ausgetragen.

## Damen

### Vorrunde
|  | Team für Halbfinale qualifiziert |

#### Gruppe A
| Rang | Land                | S | G | V | Tore | Punkte |
| ---- | ------------------- | - | - | - | ---- | ------ |
| 1    | Volksrepublik China | 3 | 3 | 0 | 8:1  | 9      |
| 2    | Indien              | 3 | 2 | 1 | 10:3 | 6      |
| 3    | Malaysia            | 3 | 1 | 2 | 3:8  | 3      |
| 4    | Thailand            | 3 | 0 | 3 | 1:10 | 0      |

|                     | CHN | IND | MAS | THA |
| ------------------- | --- | --- | --- | --- |
| Volksrepublik China |     | 2:1 | 1:0 | 5:0 |
| Indien              | 1:2 |     | 6:1 | 3:0 |
| Malaysia            | 0:1 | 1:6 |     | 2:1 |
| Thailand            | 0:5 | 0:3 | 1:2 |     |

#### Gruppe B
| Rang | Land       | S | G | V | Tore | Punkte |
| ---- | ---------- | - | - | - | ---- | ------ |
| 1    | Südkorea   | 3 | 3 | 0 | 21:0 | 9      |
| 2    | Japan      | 3 | 2 | 1 | 22:2 | 6      |
| 3    | Kasachstan | 3 | 1 | 2 | 5:19 | 3      |
| 4    | Hongkong   | 3 | 0 | 3 | 0:27 | 0      |

|            | HKG  | JPN  | KAZ  | KOR  |
| ---------- | ---- | ---- | ---- | ---- |
| Hongkong   |      | 0:14 | 0:5  | 0:8  |
| Japan      | 14:0 |      | 8:0  | 0:2  |
| Kasachstan | 5:0  | 0:8  |      | 0:11 |
| Südkorea   | 8:0  | 2:0  | 11:0 |      |

### Finalrunde
|  | Halbfinale          | Halbfinale |        |   | Finale | Finale |
|  |                     |            |        |   |        |        |
|  | Volksrepublik China | 1          |        |   |        |        |
|  | Japan               | 0          |        |   |        |        |
|  |                     |            |        |   |        |        |
|  |                     |            |        |   |        |        |
|  | Volksrepublik China | 0          |        |   |        |        |
|  |                     | Südkorea   | 1      |   |        |        |
|  |                     |            |        |   |        |        |
|  | Spiel um Platz drei |            |        |   |        |        |
|  |                     |            | Japan  | 1 |        |        |
|  | Südkorea            | 3          | Indien | 2 |        |        |
|  | Indien              | 1          |        |   |        |        |

### Endstand
| Platz | Land | Athleten |
| ----- | ---- | --- |
| 1     | KOR  | Heo Jae-seong, Kim Hyun-ji, Shin Hye-jeong, An Hyo-ju, Han Hyel-young, Park Mi-hyun, Kim Jong-eun, Kim Da-rae, Cho Eun-ji, Seo Jung-eun, Kim Ok-ju, Oh Sun-soon, Park Ki-ju, Jang Soo-ji, Lee Young-sil, Cheon Eun-bi         |
| 2     | CHN  | Li Dongxiao, Wang Mengyu, Huang Ting, Xu Xiaoxu, De Jiaojiao, Cui Qiuxia, Wu Mengrong, Xi Xiayun, Peng Yang, Liang Meiyu, Wang Na, Li Hongxia, Zhang Xiaoxue, Sun Xiao, Zhao Yudiao, Song Qingling                            |
| 3     | IND  | Navjot Kaur, Deep Grace Ekka, Monika, Chanchan Devi Thokchom, Savita, Ritu Rani, Poonam Rani, Vandana Kataria, Deepika, Namita Toppo, Jaspreet Kaur, Sunita Lakra, Sushila Chanu Pukhrambam, Rani, Amandeep Kaur, Lilima Minz |

Das Finale wurde am 1. Oktober ausgetragen.